# Коммерческий кодекс Республики Корея
Коммерческий кодекс Республики Корея (Торговый кодекс Кореи, кор. 대한민국 상법) — свод норм коммерческого права, который призван регулировать на территории Республики Корея (Южной Кореи) все юридические аспекты коммерческой деятельности.
Статья 1 (Законы и правила, применяемые к коммерческим вопросам) Если в настоящем Кодексе отсутствуют положения по коммерческому вопросу, то применяется обычай делового оборота, а в случае отсутствия обычая делового оборота — положения Гражданского кодекса. (2015)

## Структура кодекса
Коммерческий кодекс Республики Корея состоит из шести частей:
- Часть первая. Общие положения
- Часть вторая. Коммерческие операции
- Часть третья. Компании
- Часть четвертая. Страхование
- Часть пятая. Морская торговля
- Часть шестая. Воздушная перевозка